# Microsoft Access
Microsoft Access je Microsoftov program za upravljanje relacijskim bazama podataka. Sastoji se od Microsoftovog mehanizma „Jet“ za baze podataka (engl. Microsoft Jet Database Engine) i grafičkog korisničkog okružja. Dio je programskog paketa pod nazivom Microsoft Office, verzija Professional. Također, može se kupiti i odvojeno. Ne postoji verzija za [Mac OS] niti za Windows Mobile platformu. 
Access sprema podatke baze u vlastitom formatu - Access Jet Databease Engine. Isto tako, može prebaciti ili ostvariti vezu s podacima u drugoj Access bazi, Excelu, SharePoint listama, tekstom, XML-om, Outlooku, dBaseu, Paradoxu, Lotusu 1-2-3 ili pomoću ODBC izvora podataka kao što su Microsoft SQL Server, Oracle, MySQL i PostgreSQL. 
Access koriste profesionalci za razvoj aplikacija, ali ga jednako tako mogu koristiti i amateri, power useri za razvoj jednostavnijih aplikacija. Access podržava pojedine tehnike objektno orijentiranog programiranja, ali se ne smatra objektno orijentiranim alatom.
Microsoft Access je dio programskog paketa Microsoft Office i najpopularnija je Windows baza. Namijenjena je korisnicima koji imaju potrebu za relacijskim bazama podataka, a Excel, odnosno Excelove baze, liste i zaokretne tablice su jednostavno preslabe.

## Povijest
Access, verzija 1.0 razvijen je u listopadu 1992. godine, a ubrzo je izašla verzija 1.1 u svibnju 1993. koja je imala Access Basic programski jezik i bolju kompatibilnost s ostalim programima iz paketa Microsoft Office.
Microsoft je naveo zahtjeve za Access 2.0: Microsoft Windows 3.1, 4 MB RAMa, 6 MB RAMa preporučeno, 8 MB prostora na tvrdom disku, 14 MB preporučeno. Proizvod se isporučivao na sedam 1.44 MB disketa. Uputstva su izašla 1993. godine.
Access je relativno dobro radio s malim bazama podataka, ali pod određenim okolnostima moglo je doći do narušavanja konzistentnosti podataka. Tako su npr. baze preko 10 MB bile problematične (treba imati na umu da su u to vrijeme tvrdi diskovi većinom bili ispod 500 MB), a u uputstvima su bile pobrojane okolnosti u kojima može doći čak do gubitka podataka. 
Kako bi to riješio, Microsoft je izdao 8 zakrpa - Service Packova za svoj Jet Database Engine i stvari doveo u red.
Pojavom Microsoft Office 95, Access 95 postaje dijelom programskog paketa Microsoft Office Professional uz zamjenu jezika Access Basic u Visula Basic for Applications (VBA). Nakon toga nova verzija Accessa izlazi kad i nova verzija programskog paket Microsoft Office. To znači Access 97 (verzija 8.0), Access 2000 (verzija 9.0), Access 2002 (verzija 10.0), Access 2003 (verzija 11.0) i Access 2003 (verzija 12.0).
Format baze Accessa (Jet MDB) je također evoluirao tijekom godina. Format egzistira u Accessu 1.0, 1.1, 2.0, 95, 97, 2000, 2002, i 2007. Najveća promjena u formatu baze podataka napravljena je u verziji Access 2000 koji nije kompatibilan unatrag, odnosno sa starijim verzijama formata, Access 97 i starijima. Sve sadašnje verzije Accessa podržavaju format iz Accessa 2000. Nova svojsta dobio je format baze za Access 2002 i one se mogu koristiti u verzijama Access 2002, 2003 i 2007.
U Accessu 2007 predstavljen je novi format baze podataka, ACCDB. ACCDB format podržava viševrijednosne podatke i privitke poljima. Ti novi tipovi podataka omogućuju unos više vrijendosti u jedno polje.
Prije pojave Accessa tržištem desktop, stolnih baza podataka vladao je Borland, sa svojom bazom Paradox, dBase i FoxPro. Access je prva masovna baza podataka za Windows OS. Kupnjom FoxProa i ugradnjom optimizacije upita u Access, Microsoft Access ubrzo postaje dominantna baza pod Windowsima pomevši konkurenciju koja još nije napravila tranziciju s DOSa.
Access se u početku zvao Cirrus, a forme Ruby. Prije Visual Basica Bill Gates je vidio prototip i odlučio da će se [Basic] razvijati posebno, projekt je nazvan Thunder. Ta dva projekta su se razvijala svaki posebno i forme im nisu bile kompatibilne. To je riješeno uvođenjem jezika VBA
Access je bio naziv komunikacijskog programa koji je trebao biti konkurencija programu [ProComm] i ostalim sličnim programima. Projekt je propao i godinu dana kasnije Microsoft koristi naziv Access za svoju bazu podataka.

## Ekstenzije datoteka
Microsoft Access sprema informacije u sljedećim formatima datoteka:
| Format datoteke                                                   | Ekstenzija (nastavak) |
| ----------------------------------------------------------------- | --------------------- |
| Access Project                                                    | .adp                  |
| Access Blank Project Template                                     | .adn                  |
| Access Database (2007)                                            | .accdb                |
| Access Database Runtime (2007)                                    | .accdr                |
| Access Database Template (2007)                                   | .accdt                |
| Access Database (2003 i ranije)                                   | .mdb                  |
| Access Database, ADD-INS (2,95,97), prethodno za radne grupe (2). | .mda                  |
| Access Database Template (2003 i ranije)                          | .mdt                  |
| Access Workgroup, baza za korisničku razinu sigurnosti            | .mdw                  |
| Access (SQL Server) detached database (2000)                      | .mdf                  |
| Protected Access Database, s kompajliranim VBA (2003 i ranije)    | .mde                  |
| Protected Access Database, s kompajliranim VBA (2007)             | .accde                |
| Windows Shortcut: Access Macro                                    | .mam                  |
| Windows Shortcut: Access Query                                    | .maq                  |
| Windows Shortcut: Access Report                                   | .mar                  |
| Windows Shortcut: Access Table                                    | .mat                  |
| Windows Shortcut: Access Form                                     | .maf                  |

## Verzije
| Nadnevak          | Inačica                          | Broj inačice | Podržani OS                      | Office                                                                |
| ----------------- | -------------------------------- | ------------ | -------------------------------- | --------------------------------------------------------------------- |
| 1992.             | Access 1.0                       | 1.0          | Windows 3.0                      |                                                                       |
| 1993.             | Access 1.1                       | 1.1          | Windows 3.0                      |                                                                       |
| 1994.             | Access 2.0                       | 2.0          | Windows 3.1x                     | Office 4.3 Pro                                                        |
| 1995.             | Access for Windows 95            | 7.0          | Windows 95                       | Office 95 Professional                                                |
| 1997.             | Access 97                        | 8.0          | Windows 9x, NT 3.51/4.0          | Office 97 Professional and Developer                                  |
| 1999.             | Access 2000                      | 9.0          | Windows 9x, NT 4.0, 2000         | Office 2000 Professional, Premium and Developer                       |
| 2001.             | Access 2002                      | 10           | Windows 98, Me, 2000, XP         | Office XP Professional and Developer                                  |
| 2003.             | Access 2003                      | 11           | Windows 2000, XP,Vista           | Office 2003 Professional and Professional Enterprise                  |
| 2007.             | Microsoft Office Access 2007     | 12           | Windows XP SP2, Vista            | Office 2007 Professional, Professional Plus, Ultimate and Enterprise  |
| 24. travnja 2009. | Microsoft Office Access 2007 SP2 | 12           | Windows XP SP2, Vista            | Office 2007 Service Pack 2                                            |
| 2010.             | Access 2010                      | 14           | Windows XP SP3, Vista, Windows 7 | Office 2010 Professional, Professional Academic and Professional Plus |

## Konkurentske baze podataka
- Alpha Five
- Borland Paradox
- dBase
- FileMaker Pro (prije poznat kao Claris Filemaker)
- Kexi
- Lotus Approach
- NeoOffice
- OpenOffice.org Base
- Oracle XE (Express Edition)
- Sun StarBase
- Foxpro (kasnije kupio Microsoft)
- SQLite
- Sybase PowerBuilder
- MySQL
- PostgreSQL
- Omnis Studio

## Vanjske poveznice
- MS Access 2003
- Microsoft Access službene stranice
- Access za početnike
- Access Team Blog  Arhivirana inačica izvorne stranice od 26. svibnja 2009. (Wayback Machine)
- Microsoft Access Home Page
- Microsoft Access Newsgroups
- Microsoft Access 3rd Party Tools
- Microsoft Access 101 Video Tutorial
- FAQ site about Microsoft Access
- Microsoft Access within an Organization's Database Strategy
- Microsoft Access Performance Tips
- Microsoft Access Error Numbers and Description Reference
- Microsoft Access for Beginners